# Affenpinscher
Az affenpinscher (Majompincs) az egyik legrégebbi, változatlan német kutyafajta. Eredetileg patkány-, ill. egérvadászatra tenyésztették. Korábbi megjelenése - Albrecht Dürer ábrázolásában - az általunk ismerthez teljesen hasonló kinézetet mutatott. Az affenpinscher korábban sokféle színben és mintátatban létezett, a világos sárgától a vöröses vagy szürkés árnyalaton keresztül egészen a kékesszürkéig és feketéig, részben fehér foltokkal.

## Jellemzői
Kis termetű, gömbölyű fejű kutya. Járása szinte tipegő. Farkát felfelé tartja. Különleges szőre majomszerű külsőt kölcsönöz neki. Ez a kutya élénk és bolondos. Jellegzetes lakáseb, de jelzőkutyának is kiváló.

## Méretei
- Marmagasság: A kanoknak és a szukáknak is 25–30 cm között van.
- Testtömeg: 4–6 kg
- Alomszám: 2-4 kölyök
- Várható élettartam: 9-12 év

### Jelleme
A majompincs eleven, barátságos, bolondos és éber kutya. Kedves állat, igen hűséges a gazdájához és családjához. Meglepően jó őrkutya, és ugatni is szeret.ij A fajta jól kijön a gyerekekkel, feltéve, hogy azok tiszteletben tartják, nem bosszantják és nem bánnak vele játékszerként. Általában más kutyákkal is megfér, bár nem szívesen  osztozik gazdáján és családtagjaikon más kutyákkal. A macskákkal és más háziállatokkal rendszerint nincs gondja, feltéve, hogy kölyökként kellemes tapasztalatokat szerzett velük. Az idegenekkel szemben tartózkodó.

### Tanítása
A majompincs igen értelmes kutya, amely gyorsan megjegyzi a különböző parancsszavakat. A tanítása során fontos az egyértelműség és a következetesség, s a gyakorlás közben időnként játszani is kell vele, hogy a tanulás hosszam időn át élvezetes maradjon számára.

### Mozgásigénye
A fajta mozgásigénye átlagos, általában jól alkalmazkodik a körülményekhez.

### Szőrzete
A majompincs szőrzete dús, érdes, durva tapintású. Fejének érdes, tüskés jellegű szőre csak tovább erősíti a majomszerű külsőt. Borzas szemöldöke és dús szakálla, pofaszakálla és koronája van.

## Külső hivatkozások
- Affenpinscher
- Majompincs

## Fordítás
- Ez a szócikk részben vagy egészben  az   Affenpinscher című német Wikipédia-szócikk fordításán alapul.  Az eredeti cikk szerkesztőit annak laptörténete sorolja fel. Ez a jelzés csupán a megfogalmazás eredetét és a szerzői jogokat jelzi, nem szolgál a cikkben szereplő információk forrásmegjelöléseként.